# Roméo Elvis
Pour les articles homonymes, voir Elvis (homonymie).
Ne doit pas être confondu avec Radio Elvis.
Roméo Elvis, né le 13 décembre 1992 à Uccle (Bruxelles-Capitale), est un rappeur, chanteur et musicien belge,. Il est le frère aîné de la chanteuse Angèle, et fils du chanteur Marka et de la comédienne Laurence Bibot.
Après la sortie de deux EP, respectivement en 2013 et 2014, Bruxelles c'est devenu la jungle et Famille nombreuse, il publie en 2016 l'EP Morale, en collaboration avec le Motel, qui lance sa carrière, suivi de son album à succès Morale 2 en 2017, qui lui permet de se faire connaître auprès du grand public, réédité Morale 2luxe en 2018, issus de sa collaboration avec le producteur Le Motel.
Son deuxième album, et premier en solo, Chocolat, est sorti le 12 avril 2019. Roméo Elvis est également connu pour son appartenance au rap belge des années 2010, avec des artistes tels que Hamza, Shay, Damso ou Caballero.

## Biographie

### Jeunesse et formations
Roméo Johnny Elvis Kiki Van Laeken naît le 13 décembre 1992 à Uccle, en Belgique. Baigné depuis son enfance dans la musique, il développe un style différent de son père, le chanteur Marka, de sa mère, la comédienne Laurence Bibot (fondateurs du duo pop rock electro Monsieur et Madame), et de sa sœur cadette, la chanteuse et pianiste Angèle. Roméo Elvis grandit à Linkebeek, une commune « à facilités » du Brabant flamand au sud de Bruxelles. Par la suite, Roméo Elvis s'installe à Forest.
Renvoyé du collège, il poursuit ses études secondaires à l'Institut Saint-Luc Tournai, où il apprend la peinture et l'illustration. C'est à cette époque que Roméo Elvis commence à rapper avec ses amis. Sa formation artistique se poursuit à l'école ESA 75, à Bruxelles, où il étudie le photoreportage ; continuant le rap, il se rapproche des membres du groupe L'Or du Commun.

### Carrière

#### Débuts
Alors que ses premiers EP sortent, Roméo Elvis exerce simultanément la profession de caissier dans la chaîne de supermarchés Carrefour. En dépit de son succès, le rap ne le rémunère pas encore assez. Très peu de temps avant la sortie du titre Bruxelles arrive, il démissionne pour se consacrer pleinement au rap.

#### Reconnaissance

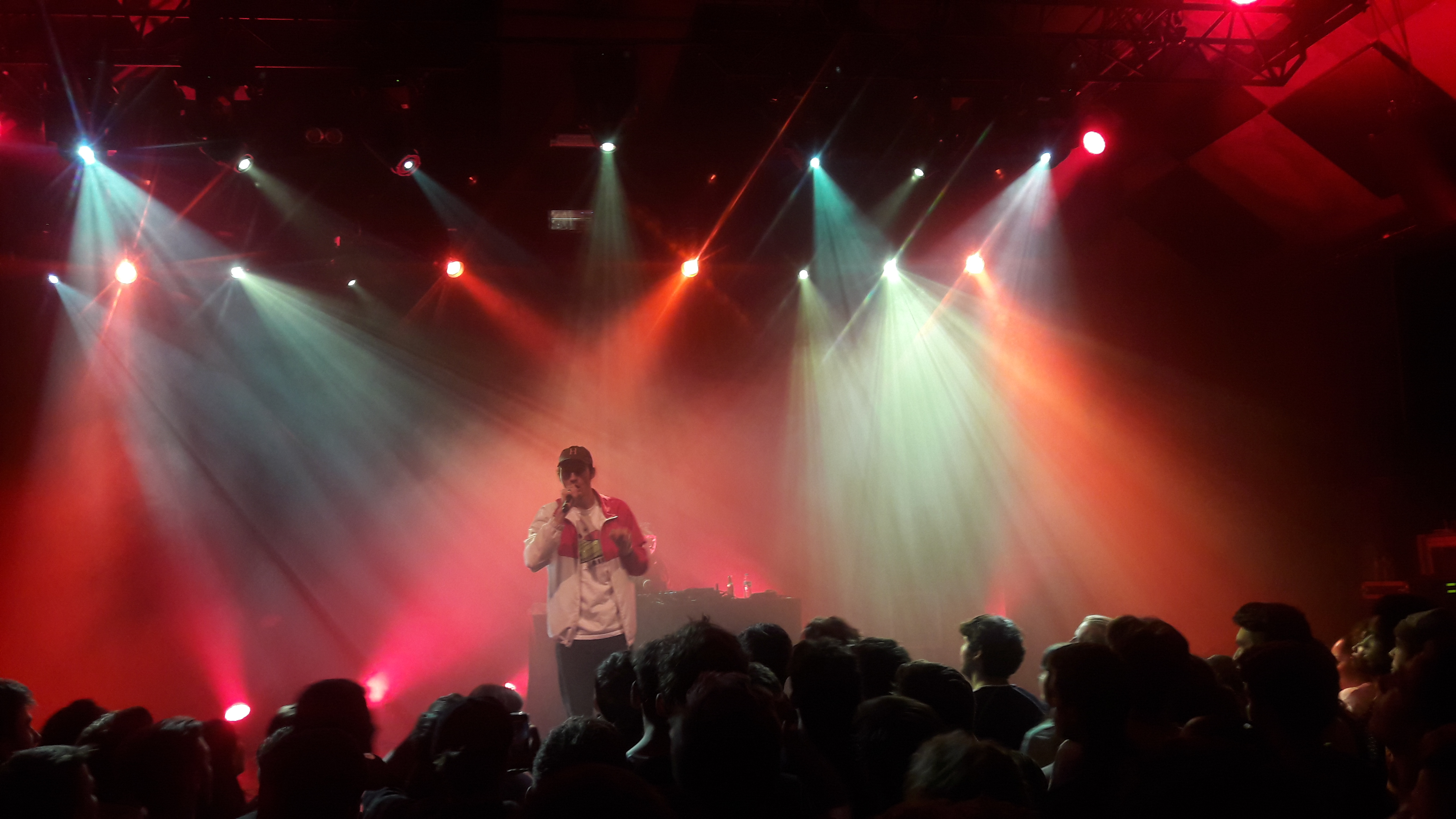
Concert de Roméo Elvis à l'occasion du 20e anniversaire de File7.

En 2016, il sort son troisième EP, intitulé Morale, qui lance sa carrière de rappeur et enchaîne durant l'année de nombreuses collaborations avec d'autres artistes dont notamment la chanson Smooth du Dr Peet, avec Elvis. L'année suivante, il publie son premier album, Morale 2, qui rencontre un large succès commercial en France, et permet à Roméo Elvis de se faire connaître du grand public. Le 15 février 2018 sort Morale 2luxe, la réédition de son album Morale 2 sorti en mars 2017.
Le 13 avril 2019, Roméo Elvis annonce la liste des titres de son second album, nommé Chocolat, composé de dix-neuf pistes et de quatre featurings avec Matthieu Chedid, Zwangere Guy, Témé Tan et Damon Albarn.
Le 24 avril 2020, dans un contexte de confinement dû à la pandémie de Covid-19, Elvis publie l'EP Maison, long de douze minutes et comprenant cinq titres. Il y souhaite un retour aux sources avec un style de rap plus affirmé et plus rempli de punchlines que son album Chocolat. Le 7 mai 2021 sort le single TPA.
Le 27 avril 2022, trois ans après la sortie de son dernier album, Roméo Elvis annonce sur les réseaux sociaux la date de sortie de son troisième album, intitulé Tout Peut Arriver et prévu pour le 27 mai 2022. Cet album se veut comme un renouveau pour le rappeur, le confinement l'ayant permis d'apprendre à utiliser le logiciel de production musicale Ableton Live et d'auto-produire plusieurs morceaux de son propre album[réf. nécessaire].
Le 9 mai 2023, un an après la sortie de son album TPA, Roméo Elvis annonce la sortie d'un EP de 9 titres intitulé Les Galeries, annoncé pour le 26 mai 2023.
Fin 2023, par le biais de ses réseaux sociaux, Roméo Elvis annonce un EP intitulé Écho, annoncé pour le 12 janvier 2024, comprenant notamment un featuring avec Jok'Air. Cet EP apparaît dans la continuité du précédent, venant clore une phase créative.

## Style musical et influences
Roméo Elvis est un fan de l'artiste français Philippe Katerine[réf. nécessaire] ; son style musical évolue au fur et à mesure de ses projets : des instrumentales à l'ancienne sur ses deux premiers EP, la collaboration avec le producteur Le Motel sur Morale et Morale 2 change l'atmosphère et le style que dégage le rappeur. Il fait plus de refrains chantés, et les instrumentales typées électroniques sur des accords de jazz du Motel donnent une couleur au projet.
Ses influences belges sont nombreuses : le groupe belge L'Or du Commun, avec lequel il a fait ses premières armes dans le milieu du rap, est probablement une de ses principales . On reconnaît leur style dans les deux premiers projets, dont plusieurs collaborations avec certains de leurs membres. Il cite aussi très souvent le rappeur Caballero (du duo Caballero et JeanJass) comme quelqu'un l'inspirant beaucoup : ils partagent le titre Bruxelles arrive.
En rap français, Roméo Elvis considère le rappeur Alpha Wann, membre du groupe 1995, comme « le maître du rap jeu pour moi en termes de placement et en termes de manière de dire les choses de façon très parlante ». Fuzati, leader du groupe Klub des Loosers, influence très fortement le rappeur, notamment dans sa façon très sombre, mais aussi pleine de dérision, de voir la vie. Le rappeur belge fait d'ailleurs référence au rappeur masqué dans plusieurs de ses titres, comme dans Drôle de décision.

## Concerts et tournées
Tandis qu'il commence les concerts en se rapprochant des membres de L'Or du Commun, c'est pour la sortie de Morale, en 2015, que Roméo Elvis et Le Motel entament une tournée pour la sortie de leur EP, avec 19 dates à travers la Belgique, la France et le Luxembourg. La sortie de Morale 2 marque aussi le début d'une autre tournée plus importante que la précédente avec 29 dates, et des concerts dans quelques grands festivals comme les Solidays, le festival de Dour, Rock en Seine, le Printemps de Bourges et Garorock.
En mai 2022, Roméo Elvis annonce en amont de la sortie de son prochain album Tout Peut Arriver le TPA Mini Tour, une tournée de cinq dates prenant place dans de petites salles telles que La Cigale ou La Cartonnerie, dans le but de faire découvrir en avant-première son album à un public plus restreint que d'habitude. Ces cinq dates seront suivies par le TPA Tour, une tournée de sept dates en France, dont un concert à l'AccorHotels Arena[réf. nécessaire].
En 2023, à la suite de la sortie de l'EP Les Galeries, Roméo Elvis annonce une tournée en France et une date en Belgique, comprenant un concert à l'Olympia (Paris).

## Cinéma

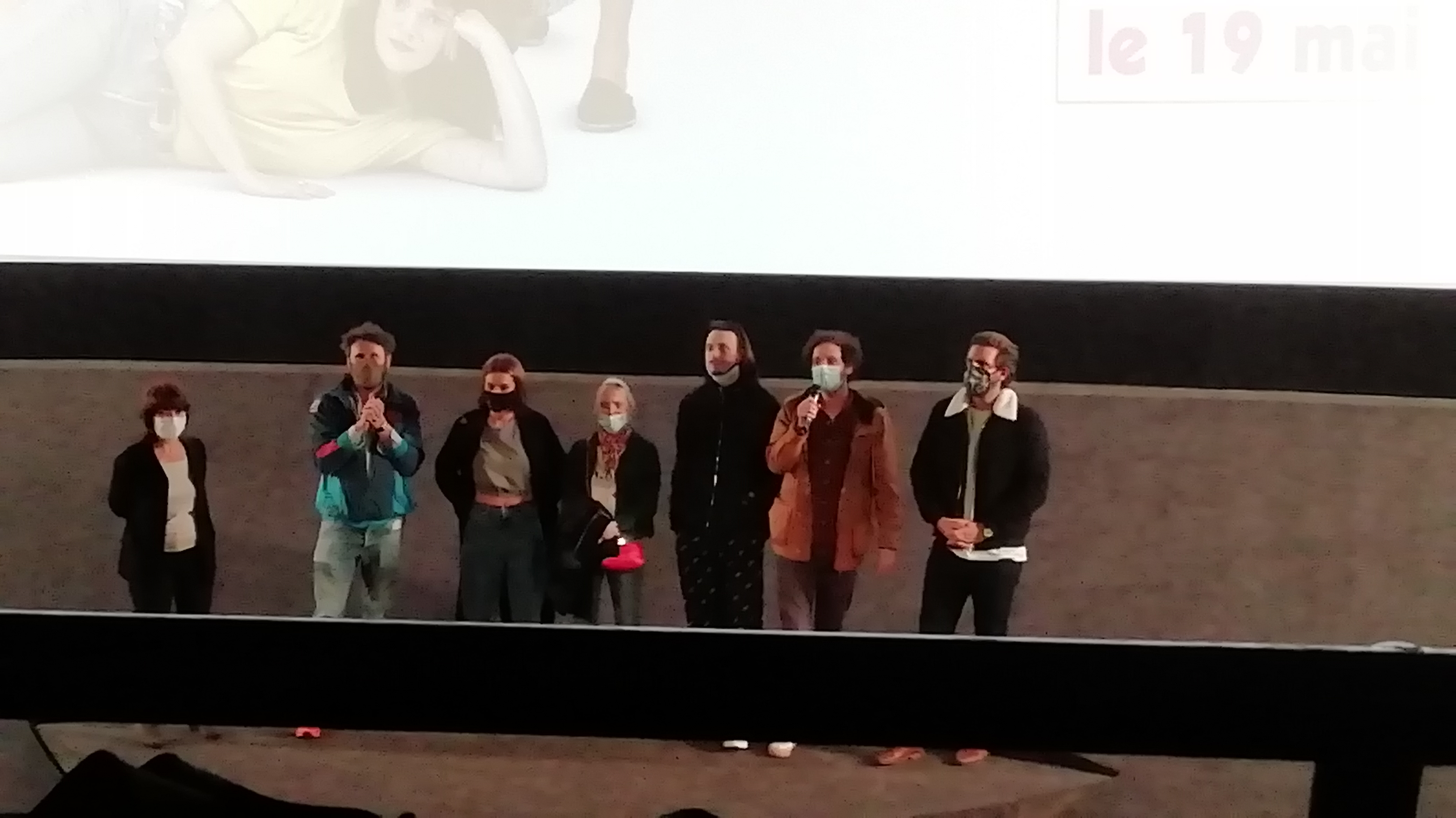
Première de Mandibules au Max Linder Panorama. De gauche à droite: Quentin Dupieux, Adèle Exarchopoulos, Coralie Russier, Roméo Elvis, David Marsais et Grégoire Ludig.

En août 2019, Roméo Elvis annonce faire partie de la distribution du long-métrage Mandibules de Quentin Dupieux. Il signe donc son premier rôle au cinéma aux côtés de Grégoire Ludig, Adèle Exarchopoulos ou encore David Marsais.

## Polémique

### Accusations d'homophobie et racisme
Lors d'un freestyle de 2017 dans l'émission de Skyrock Planète Rap où il était accompagné de ses acolytes de l'Or du Commun, il chante « Des chansons de pédé dans les oreilles pour me mettre dans mon élément. Freddie Mercury dans les oreilles [...] Tu t'es arrêté sur le pédé, tu aimerais que je dise homo, pourtant j'ai entendu des pédés appeler des pédés avec le mot pédé sans que ça offense les gens qui n'écoutent pas. Le truc c'est qu'on est tous trop stressés. C'est comme pour le truc avec négro alors que j'ai des amis négro et pédés qui aiment qu'on les appelle comme ça parce qu'on s'en bat les couilles de ce genre de choses. » Son utilisation des mots « pédé » et « négro » lui vaut alors de virulentes critiques sur les réseaux sociaux, la jugeant homophobe et raciste. En juillet 2019, durant un concert du festival Garorock à Marmande, il revient sur la polémique et déclare à son public : « Ça sert à quoi de mettre des statuts de pédés ? Ça sert à quoi de mettre des statuts d'homophobes, négros, machins ? ». Ces propos provoquent un nouveau tollé sur les réseaux sociaux et parmi son public.
Le 18 juillet 2019, Roméo Elvis finit par publier un message d'excuse concernant exclusivement son freestyle de 2017 sur son compte Instagram, où il assure n'être ni homophobe ni raciste et qu'il « regrette amèrement d'avoir créé la confusion ».

## Auteur d'une agression sexuelle
En septembre 2020, Roméo Elvis est accusé d'agression sexuelle par une jeune femme. Reconnaissant les faits, il présente publiquement des excuses : « Je regrette sincèrement ce geste et surtout, je réitère publiquement les excuses déjà exprimées de nombreuses fois en privé et en personne. » Il a déclaré espérer servir d'exemple à ne pas suivre. La jeune femme de 23 ans s'exprime devant les journalistes de StreetPress. Avec sa publication Instagram, elle « voulait juste encourager d’autres femmes à parler. Comme pour Moha La Squale. ». Le chocolatier Galler et la marque de vêtements Lacoste annoncent cesser leur collaboration avec le chanteur le 18 septembre,. Lacoste déclare : « Ce sont des valeurs [sic] qui ne correspondent plus [sic] avec l’image de Lacoste, que la marque ne peut pas cautionner. »

## Vie privée
Roméo Elvis est le frère de la chanteuse Angèle. Il souffre d'acouphènes, phénomène assez répandu parmi les musiciens. Il y fait référence dans plusieurs de ses titres : L'oreille sifflante, Ma tête ou Malade par exemple. Dans une interview pour Radio Nova, il explique d’ailleurs que si le rap lui permet un jour de gagner beaucoup d'argent, il en consacrera une partie à lutter contre cette maladie.
Il est en couple depuis 2015 avec la mannequin Lena Simonne,. Il lui a écrit les chansons Lénita et Soleil. Ils se marient dans le Périgord le 23 août 2021.

## Discographie

### Albums studio
- 2017 : Morale 2 (album commun avec Le Motel)
- 2019 : Chocolat
- 2022 : Tout Peut Arriver

### EPs
- 2013 : Bruxelles c'est devenu la jungle
- 2014 : Famille nombreuse
- 2016 : Morale
- 2020 : Maison
- 2023 : Les galeries
- 2024 : ÉCHO

### Singles
- 2016 : Bruxelles arrive (feat. Caballero)
- 2019 : Malade
- 2021 : TPA
- 2021 : AC
- 2022 : QUAND JE MARCHE (COMME BEN MAZUÉ)
- 2022 : MAQUETTE
- 2023 : Iggy Pop
- 2023 : Orangé (Nelly)
- 2024 : Tadumal
- 2024 :Smooth 3.0
- 2024 : Les sommets
- 2025 : Ceiling (avec. Oscar and the Wolf)

### Apparitions
2013 : 
- L'Or du Commun - Lotus Bleu (feat. Roméo Elvis), sur l'EP de L'Or du Commun L'Origine
- L'Or du Commun - Mon voisin (feat. Roméo Elvis), sur l'EP de L'Or du Commun L'Origine

2015 : 
- Primero - Deuxième Ombre (feat. Roméo Elvis), sur l'EP de Primero Scénarios
- Primero - Présidentielles (feat. Roméo Elvis), sur l'EP de Primero Scénarios
- Stikstof - Dobberman (feat. Roméo Elvis), sur l'album de Stikstof Stikstof/02

2016 : 
- L'Or du Commun - Mouton Noir (feat. Original Flow Mastaz et Roméo Elvis)
- Phasm - Souvent (feat. Roméo Elvis), sur la mixtape de Phasm Phasmixtape Vol.1

2017 : 
- Caballero & JeanJass - Vrai ou faux (feat. Roméo Elvis), sur l'album de Caballero & JeanJass Double Hélice 2
- Hesytap Squad - Pression (feat. Roméo Elvis), sur l'EP de Hesytap Squad Pression
- L'Or du Commun - Apollo (feat. Roméo Elvis), sur l'EP de L'Or du Commun Zeppelin
- Lomepal - Billet (feat. Roméo Elvis), sur l'album de Lomepal Flip
- Lord Esperanza - Infiniment Vôtre (feat. Roméo Elvis), sur l'album de Lord Esperanza Polaroïd
- Roméo Elvis - Carrière, sur l'EP de The Alchemist Paris L.A. Bruxelles
- Therapie Taxi - Hit Sale (feat. Roméo Elvis), sur l'album de Therapie Taxi Hit Sale
- Ulysse - Acid (feat. Roméo Elvis)
- Zwangere Guy - Low & Lowgisch (feat. Roméo Elvis), sur la mixtape de Zwangere Guy Zwangerschapsverlof Vol.3

2018 : 
- Caballero & JeanJass - Incroyaux (feat. Roméo Elvis), sur l'album de Caballero & JeanJass Double Hélice 3
- Di-Meh - Ride (feat. Roméo Elvis), sur la mixtape de Di-Meh Focus Part. 2
- Her - On and On (feat. Roméo Elvis et AnnenMayKantereit), sur l'album de Her Her
- Le 77 - La Sape (feat. Roméo Elvis), sur l'album de Le 77 Bawlers
- Myth Syzer - Ouais Bébé (feat. Roméo Elvis et Ichon), sur l'album de Myth Syzer Bisous
- Myth Syzer - Tocard (feat. Roméo Elvis), sur l'album de Myth Syzer Bisous
- Roméo Elvis - Il m'a trompé, sur la mixtape de DJ Weedim La Boulangerie Française Vol.2
- Roméo Elvis - Méchant, sur la bande originale du film Tueurs
- Senamo - C'est mon boulot (feat. Roméo Elvis), sur l'EP de Senamo Poison Bleu
- Slimka - Crazy Horses (feat. Roméo Elvis et Makala), sur la mixtape de Slimka No Bad Vol.2
- Lomepal - 1000°C (feat. Roméo Elvis)
- Angèle - Tout oublier (feat. Roméo Elvis)
- Black Box Revelation - Laisser partir (feat. Roméo Elvis)
- Lord Gasmique - Flex (feat. Roméo Elvis)
- L'Or du Commun - Vrai (feat. Roméo Elvis), sur Sapiens de L'Or du Commun

2019 : 
- Todiefor & SHOEBA - Signals (feat. Roméo Elvis)
- F.L.O - Ça pourrait être toi (feat. Roméo Elvis & Isha)
- Dinor Rdt - Changer, sur Lunettes 2 Ski
- D.A.V - Paranoïa / Hood (feat. Roméo Elvis)
- Alkpote - Jamais (feat. Roméo Elvis)

2020 : 
- Caballero et JeanJass - Un cadeau (feat. Roméo Elvis, Slimka)
- Tessa B. - Ô mon amour (feat. Roméo Elvis)

2021 : 
- L'Or du Commun - Banane (feat. Roméo Elvis, Caballero, Zwangere Guy)
- L'Or du Commun - Pollen (feat. Romeo Elvis)
- Michel - La bête du rivage (feat. Roméo Elvis)
- Todiefor - Dix Fois (feat. Roméo Elvis)

2022 : 
- YellowStraps - MERCI (feat. Swing, Roméo Elvis)
- Primero - Deux deux (feat. Roméo Elvis)
- Kyo Itachi - Bizentin (feat. Roméo Elvis)
- Sky - Ganjalove (feat. Roméo Elvis)
- GUTTI - WOWOWO (feat. Roméo Elvis)

2023 : 
- YellowStraps - merci (feat.Roméo Elvis & Swing)
- Peet - Smooth 2.0 (feat. Roméo Elvis)
- Morgan - Doucement (feat. Roméo Elvis)
- Buds - Amnesie (feat.Roméo Elvis & Questbeatz)

2025 :
- Nusky - Jamais Jamais (feat. Roméo Elvis)

## Filmographie
Sauf indication contraire, les informations mentionnées dans cette section peuvent être confirmées par la base de données cinématographiques IMDb,  présente dans la section « Liens externes ».
- 1992 : Film belge (téléfilm) de Kriss Debusscher, Nicolas Fransolet, Serge Honorez, Fred Jannin et Stefan Liberski : le bébé chez Luc (crédité sous le nom Roméo Bibot)
- 2021 : Mandibules de Quentin Dupieux : Serge

## Distinctions
| Année | Travail nommé                              | Récompense                           | Évènement                   | Résultat   |
| ----- | ------------------------------------------ | ------------------------------------ | --------------------------- | ---------- |
| 2016  | Roméo Evis x Le Motel - Morale             | Best Album                           | Redbull Elektropedia Awards | Lauréat    |
| 2016  | Roméo Elvis                                | Artist of the year                   | Redbull Elektropedia Awards | Nomination |
| 2016  | Roméo Elvis                                | Best Live Act                        | Redbull Elektropedia Awards | Lauréat    |
| 2016  | Roméo Elvis x Caballero - Bruxelles arrive | Best song                            | Redbull Elektropedia Awards | Nomination |
| 2016  | Roméo Elvis                                | Chase Awards (Urban)                 | Redbull Elektropedia Awards | Lauréat    |
| 2016  | Roméo Elvis                                | Breakthrough artist/DJ/Producer/MC   | Redbull Elektropedia Awards | Nomination |
| 2017  | Roméo Elvis x Le Motel                     | Artist of the Year                   | Redbull Elektropedia Awards | Lauréat    |
| 2017  | Roméo Elvis x Le Motel - Diable            | Best song                            | Redbull Elektropedia Awards | Lauréat    |
| 2017  | Roméo Elvis x Le Motel - Drôle de question | Best song                            | Redbull Elektropedia Awards | Nomination |
| 2017  | Roméo Elvis x Le Motel - Morale 2          | Best Album                           | Redbull Elektropedia Awards | Lauréat    |
| 2017  | Roméo Elvis x Le Motel                     | Best Live Act                        | Redbull Elektropedia Awards | Lauréat    |
| 2017  | Roméo Elvis x Le Motel                     | Chase Awards (Urban)                 | Redbull Elektropedia Awards | Lauréat    |
| 2017  | Roméo Elvis x Le Motel - Morale 2          | Meilleur album                       | D6bels Music Awards         | Lauréat    |
| 2017  | Roméo Elvis x Le Motel                     | Hip-Hop                              | D6bels Music Awards         | Lauréat    |
| 2018  | Roméo Elvis x Le Motel                     | Artist of the Year                   | Redbull Elektropedia Awards | Nomination |
| 2018  | Roméo Elvis x Le Motel                     | Best Live Act                        | Redbull Elektropedia Awards | Lauréat    |
| 2018  | Roméo Elvis x Le Motel                     | Meilleur groupe                      | D6bels Music Awards         | Lauréat    |
| 2019  | Roméo Elvis                                | Révélation francophone de l'année    | NRJ Music Awards            | Nomination |
| 2019  | Angèle & Roméo Elvis                       | Groupe ou Duo francophone de l'année | NRJ Music Awards            | Nomination |
| 2019  | Angèle & Roméo Elvis - Tout oublier        | Chanson francophone de l'année       | NRJ Music Awards            | Lauréat    |
| 2019  | Angèle & Roméo Elvis - Tout oublier        | Clip de l'année                      | NRJ Music Awards            | Nomination |
| 2019  | Angèle & Roméo Elvis - Tout oublier        | Création visuelle                    | MIA                         | Lauréat    |
| 2019  | Angèle & Roméo Elvis - Tout oublier        | Création audiovisuelle               | Victoires de la Musique     | Lauréat    |
| 2019  | Roméo Elvis - Chocolat                     | Best Album                           | Redbull Elektropedia Awards | Nomination |
| 2019  | Roméo Elvis                                | Artist of the Year                   | Redbull Elektropedia Awards | Nomination |
| 2019  | Roméo Elvis - Intro                        | Best Song                            | Redbull Elektropedia Awards | Nomination |
| 2019  | Roméo Elvis                                | Best Live Act                        | Redbull Elektropedia Awards | Nomination |
| 2019  | Roméo Elvis - Soleil                       | Best Vidéo                           | Redbull Elektropedia Awards | Nomination |
| 2019  | Roméo Elvis                                | Concert de l'année                   | Olympia Awards              | Nomination |
| 2019  | Roméo Elvis                                | Révélation musicale de l'année       | Olympia Awards              | Nomination |